# Kusuo Kitamura

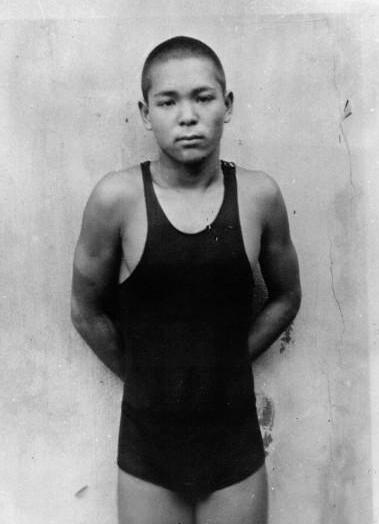
Kusuo Kitamura 1932

Kusuo Kitamura (japanisch 北村久寿雄, Kitamura Kusuo; * 9. Oktober 1917 in Kōchi, Präfektur Kōchi; † 6. Juni 1996) war ein japanischer Schwimmer.
Mit 14 Jahren war er der jüngste Schwimmer, der jemals Olympiasieger wurde. Bei den Olympischen Spielen 1932 in Los Angeles gewann er die Goldmedaille über 1500 m Freistil in der lange nicht unterbotenen Zeit von 19:12,4 min. Im Jahr 1965 wurde er in die Ruhmeshalle des internationalen Schwimmsports aufgenommen.